# 大新镇 (银川市)
大新镇，是中华人民共和国宁夏回族自治区銀川市兴庆区下辖的一个乡镇级行政单位。

## 行政区划
大新镇下辖以下地区：
上前城村、塔桥村、燕鸽村、新渠桥村、新水桥村、大新村和燕鸽石油城社区。